# Zuidenveldfeest

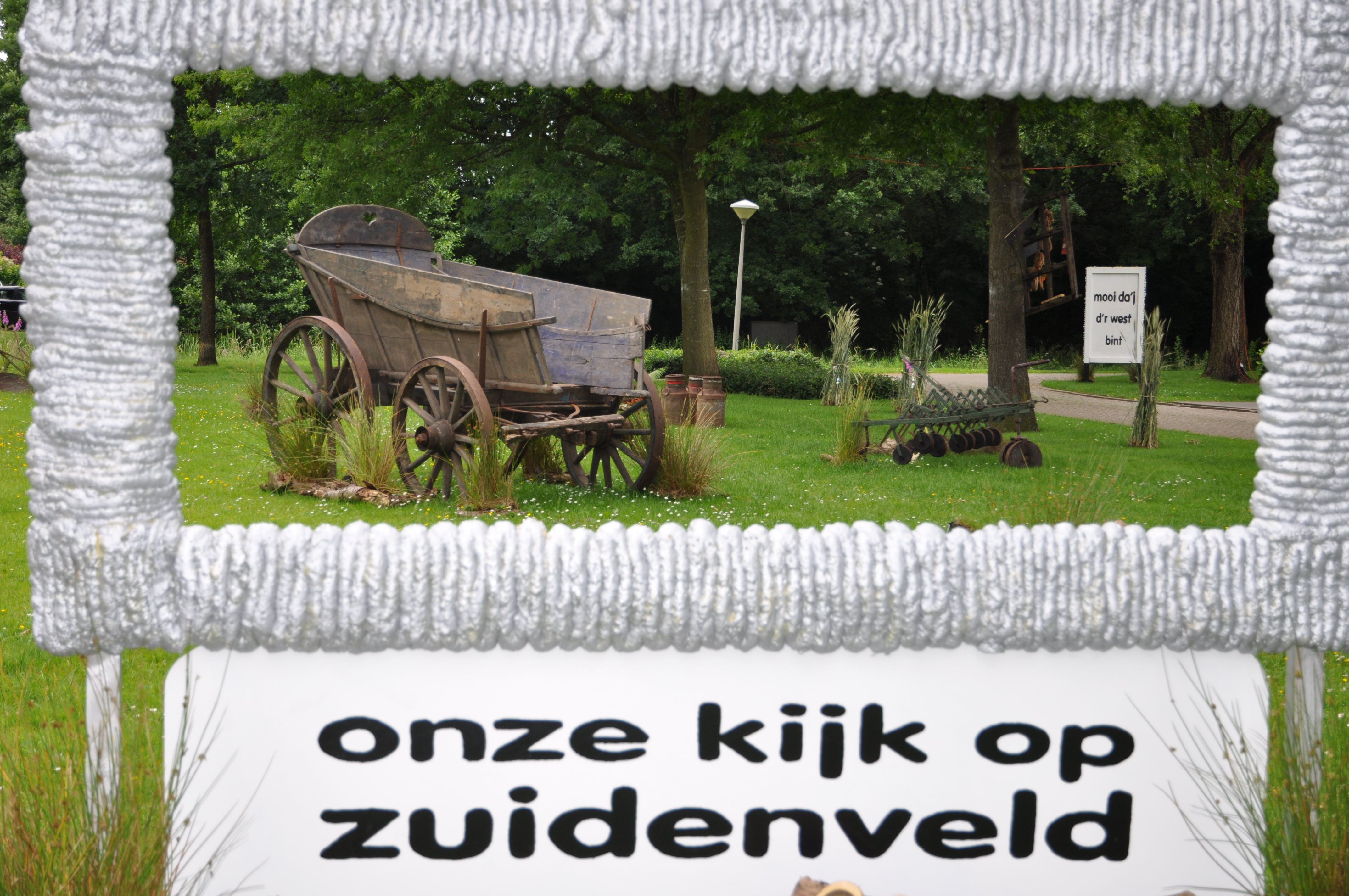
Straatversiering, Schoonebeek 2012

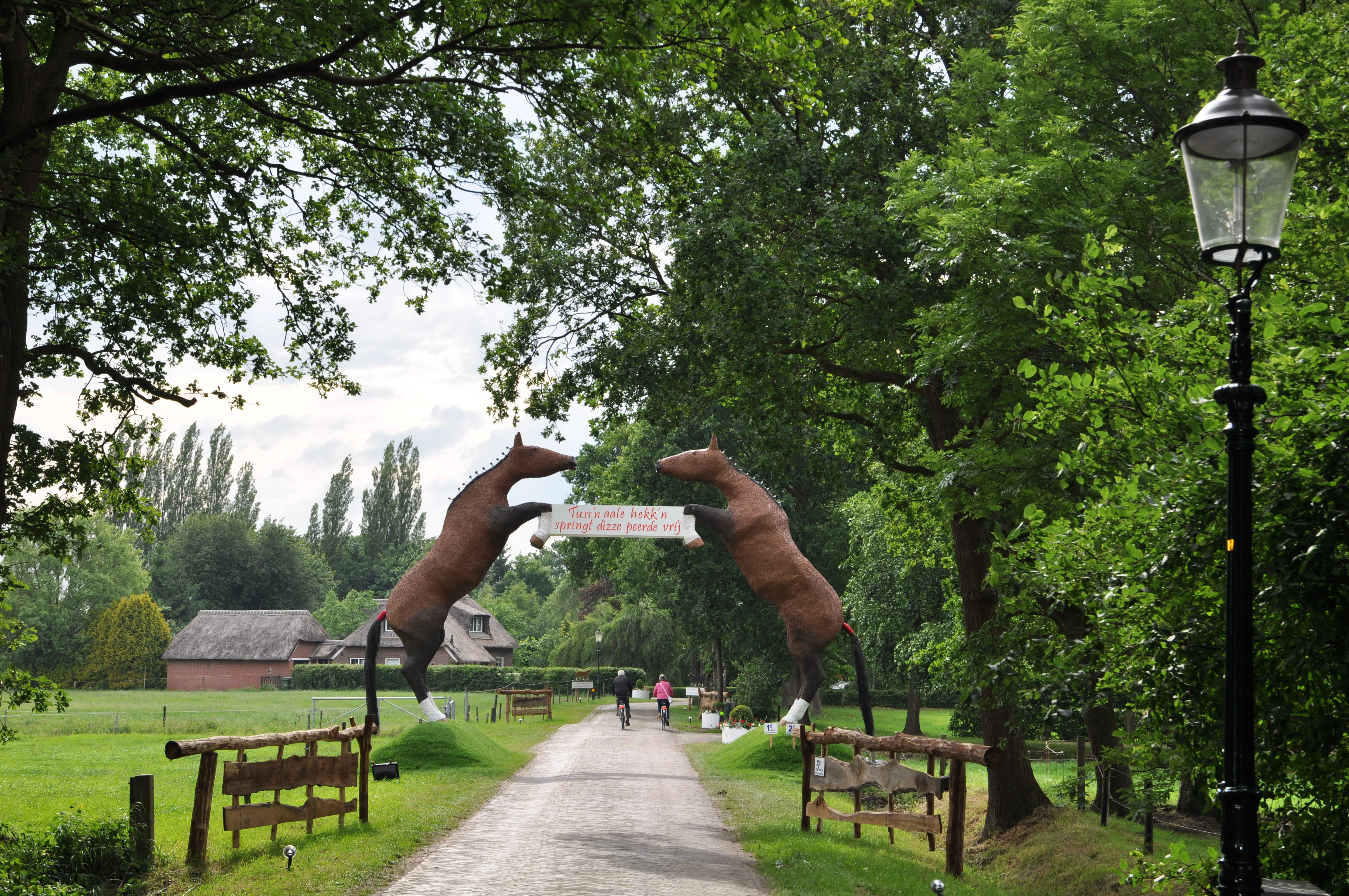
Boog, Schoonebeek 2012

Het Zuidenveldfeest (ook: Zuidenveld) is een jaarlijks terugkerend feest dat om de beurt wordt gevierd in een van de acht voormalige gemeenten van het Drentse dingspel Zuidenveld. Iedere gemeente is dus om de acht jaar aan de beurt om het feest te organiseren.

## Geschiedenis
Het Drents Landbouw Genootschap (DLG) organiseerde door heel Drenthe tentoonstellingen van vee. Door hieraan wedstrijden te koppelen, hoopte DLG de kwaliteit te verbeteren. In 1920 werd hiermee gestopt en werd de Tentoonstellingsvereniging Het Zuidenveld opgericht om in Zuid-Oost Drenthe toch door te kunnen gaan met de tentoonstellingen.
Acht gemeenten waren daarbij aangesloten en spraken af de jaarlijkse festiviteiten bij toerbeurt te organiseren: Coevorden, Emmen, Oosterhesselen, Odoorn, Sleen, Dalen, Zweeloo en Schoonebeek. De keuringen van vee waren in het begin de voornaamste activiteit. Later werd dit uitgebreid met andere zaken die ook met landbouw en veeteelt te maken hebben, zoals demonstraties van machinaal melken, een show van landbouwwerktuigen en een concours-hippique.
Hierbij is de traditie ontstaan om de straten van de organiserende gemeente te versieren. Hieraan is een wedstrijd gekoppeld, waarbij de mooist versierde straat een prijs wint. Ook worden er prijzen toegekend aan de mooiste boog en de fraaiste straatverlichting. Er wordt een route door de organiserende gemeente aangegeven die met de auto of fiets kan worden gereden. Na het invallen van de duisternis rijden veel mensen de zogenaamde lichtroute. In de straatversieringen wordt vaak nog verwezen naar de agrarische oorsprong van het feest. Naast de straatversiering is er ook een optocht van praalwagens.
Ook een kermis en een feestprogramma behoren tegenwoordig tot de festiviteiten.